# Confessions Tour
Confessions Tour là chuyến lưu diễn ca nhạc vòng quanh thế giới của nữ ca sĩ nhạc pop người Mỹ Madonna, được tổ chức nhằm quảng bá và tạo tiếng vang cho album Confessions on a Dance Floor phát hành cuối năm 2005 của cô. Confessions Tour tại thời điểm đó đang nắm kỷ lục dành cho chuyến lưu diễn có doanh thu cao nhất của nữ nghệ sĩ trong lịch sử âm nhạc, với doanh thu khoảng 194,7 triệu USD nhưng đến năm 2008 đã bị chính Madonna phá vỡ với chuyến lưu diễn Sticky & Sweet Tour với doanh thu gần 408 triệu USD.

## Sự kiện
Chuyến lưu diễn đi qua 25 thành phố lớn như New York, Chicago, Los Angeles, Luân Đôn, Paris, Roma, Tokyo... thuộc 11 nước: Mỹ, Canada, Anh, Pháp, Ý, Cộng hòa Séc, Đức, Đan Mạch, Hà Lan, Nga và Nhật Bản.
Người hâm mộ tại Úc đã gửi thư bày tỏ nguyện vọng muốn Madonna tới đất nước này biểu diễn nhưng cuối cùng cô đã hồi âm bằng bức thư:
Gửi người hâm mộ của tôi ở Australia
Xin hãy tha lỗi cho tôi. Tôi thực sự hy vọng và mong chờ được tới Australia và đã yêu cầu người quản lý thu xếp một số buổi biểu diễn. Tôi đã từng có rất nhiều kỷ niệm khó quên tại đất nước xinh đẹp của các bạn trong chuyến lưu diễn trước. Chúng tôi đã định bay từ Nhật sang đây để biểu diễn và kết thúc chuyến lưu diễn. Tuy nhiên, thật không may là công tác hậu cần đã gặp phải một số vấn đề trục trặc. Hơn nữa tôi còn phải đưa bọn trẻ tới trường, mà các bạn biết đấy, đây là nhiệm vụ quan trọng của tôi. Nhưng xin các bạn nhớ rằng tôi chưa có ý định kết thúc sự nghiệp và chắc chắn rằng tôi sẽ quay trở lại Australia trong một ngày gần nhất. Các bạn luôn ở trong trái tim tôi và xin chân thành cảm ơn về sự yêu mến và ủng hô của các bạn.
Thân mến,
Madonna 

## Các tiết mục
1. "Future Lovers/I Feel Love"
2. "Get Together"
3. "Like a Virgin"
4. "Jump"

Trang phục của Madonna trong chuyến lưu diễn.

5. "Confession" (Thời gian giải lao: Các vũ công trình diễn)
6. "Live To Tell"
7. "Forbidden Love"
8. "Isaac"
9. "Sorry"
10. "Like It Or Not"
11. "Video Sory" (remix)
12. "I Love New York"
13. "Ray of Light"
14. "Let It Will Be"
15. "Drowned World/Substitute For Love"
16. "Paradise (Not for Me)"
17. "Music"
18. "Erotica"
19. "La Isla Bonita"
20. "Lucky Star"
21. "Hung Up"

## Ngày diễn và doanh thu
| Bắc Mỹ                           |               |                   |                            |
| 21 tháng 5 năm 2006              | Los Angeles   | Mỹ                | The Forum                  |
| 23 tháng 5 năm 2006              | Los Angeles   | Mỹ                | Forum                      |
| 24 tháng 5 năm 2006              | Los Angeles   | Mỹ                | Forum                      |
| 27 tháng 5 năm 2006              | Las Vegas     | Mỹ                | MGM Grand Garden Arena     |
| 28 tháng 5 năm 2006              | Las Vegas     | Mỹ                | MGM Grand Garden Arena     |
| 30 tháng 5 năm 2006              | San Jose      | Mỹ                | HP Pavilion                |
| 31 tháng 5 năm 2006              | San Jose      | Mỹ                | HP Pavilion                |
| 03 tháng 6 năm 2006              | Los Angeles   | Mỹ                | Trung tâm Staples          |
| 05 tháng 6 năm 2006              | Fresno        | Mỹ                | Save Mart Center           |
| 06 tháng 6 năm 2006              | Fresno        | Mỹ                | Save Mart Center           |
| 08 tháng 6 năm 2006              | Phoenix       | Mỹ                | Glendale Arena             |
| 10 tháng 6 năm 2006              | Phoenix       | Mỹ                | Glendale Arena             |
| 14 tháng 6 năm 2006              | Chicago       | Mỹ                | Trung tâm United           |
| 15 tháng 6 năm 2006              | Chicago       | Mỹ                | United Center              |
| 18 tháng 6 năm 2006              | Chicago       | Mỹ                | United Center              |
| 19 tháng 6 năm 2006              | Chicago       | Mỹ                | United Center              |
| 21 tháng 6 năm 2006              | Montreal      | Canada            | Bell Centre                |
| 22 tháng 6 năm 2006              | Montreal      | Canada            | Bell Centre                |
| 25 tháng 6 năm 2006              | Hartford      | Mỹ                | Civic Centre               |
| 26 tháng 6 năm 2006              | Hartford      | Mỹ                | Civic Centre               |
| 28 tháng 6 năm 2006              | New York      | Mỹ                | Madison Square Garden      |
| 29 tháng 6 năm 2006              | New York      | Mỹ                | Madison Square Garden      |
| 02 tháng 7 năm 2006              | New York      | Mỹ                | Madison Square Garden      |
| 03 tháng 7 năm 2006              | New York      | Mỹ                | Madison Square Garden      |
| 06 tháng 7 năm 2006              | Boston        | Mỹ                | TD Banknorth Garden        |
| 09 tháng 7 năm 2006              | Boston        | Mỹ                | TD Banknorth Garden        |
| 10 tháng 7 năm 2006              | Boston        | Mỹ                | TD Banknorth Garden        |
| 12 tháng 7 năm 2006              | Philadelphia  | Mỹ                | Wachovia Center            |
| 13 tháng 7 năm 2006              | Philadelphia  | Mỹ                | Wachovia Center            |
| 16 tháng 7 năm 2006              | Atlantic      | Mỹ                | Boardwalk Hall             |
| 18 tháng 7 năm 2006              | New York      | Mỹ                | Madison Square Garden      |
| 19 tháng 7 năm 2006              | New York      | Mỹ                | Madison Square Garden      |
| 22 tháng 7 năm 2006              | Miami         | Mỹ                | AmericanAirlines Arena     |
| 23 tháng 7 năm 2006              | Miami         | Mỹ                | AmericanAirlines Arena     |
| Châu Âu                          |               |                   |                            |
| Ngày                             | Thành phố     | Nước              | Nơi biểu diễn              |
| 30 tháng 7 năm 2006              | Cardiff       | Anh               | Sân vận động Thiên niên kỷ |
| 01 tháng 8 năm 2006              | Luân Đôn      | Anh               | Wembley Arena              |
| 03 tháng 8 năm 2006              | London        | Anh               | Sân vận động Wembley       |
| 06 tháng 8 năm 2006              | Roma          | Ý                 | Sân vận động Olimpico      |
| 09 tháng 8 năm 2006              | London        | Anh               | Sân vận động Wembley       |
| 10 tháng 8 năm 2006              | London        | Anh               | Sân vận động Wembley       |
| 12 tháng 8 năm 2006              | London        | Anh               | Sân vận động Wembley       |
| 13 tháng 8 năm 2006              | London        | Anh               | Sân vận động Wembley       |
| 15 tháng 8 năm 2006              | London        | Anh               | Sân vận động Wembley       |
| 16 tháng 8 năm 2006              | London        | Anh               | Sân vận động Wembley       |
| 20 tháng 8 năm 2006              | Düsseldorf    | Đức               | LTU Arena                  |
| 22 tháng 8 năm 2006              | Hannover      | Đức               | AWD-Arena                  |
| 24 tháng 8 năm 2006              | Horsens       | Đan Mạch          | Forum Horsens Outdoor      |
| 27 tháng 8 năm 2006              | Paris         | Pháp              | Cung thể thao Paris-Bercy  |
| 28 tháng 8 năm 2006              | Paris         | Pháp              | Bercy                      |
| 30 tháng 8 năm 2006              | Paris         | Pháp              | Bercy                      |
| 31 tháng 8 năm 2006              | Paris         | Pháp              | Bercy                      |
| 03 tháng 9 năm 2006              | Amsterdam     | Hà Lan            | Amsterdam Arena            |
| 04 tháng 9 năm 2006              | Amsterdam     | Hà Lan            | Amsterdam Arena            |
| 06 tháng 9 năm 2006              | Praha         | Séc               | Sazka Arena                |
| 07 tháng 9 năm 2006              | Prague        | Séc               | Sazka Arena                |
| 12 tháng 9 năm 2006              | Moskva        | Nga               | Sân vận động Luzhniki      |
| Nhật Bản                         |               |                   |                            |
| 16 tháng 9 năm 2006              | Osaka         | Nhật Bản          | Kyocera Dome Osaka         |
| 17 tháng 9 năm 2006              | Osaka         | Nhật              | Kyocera Dome Osaka         |
| 20 tháng 9 năm 2006              | Tokyo         | Nhật              | Tokyo Dome                 |
| 21 tháng 9 năm 2006              | Tokyo         | Nhật              | Tokyo Dome                 |
| Vé phát hành/Vé bán ra/Doanh thu |               |                   |                            |
| The Forum                        | Los Angeles   | 40.044 / 40.044   | 7.686.380                  |
| MGM Grand Garden                 | Las Vegas     | 27.528 / 27.528   | 7.257.750                  |
| HP Pavilion                      | San Jose      | 27.024 / 27.024   | 4.761.555                  |
| Staples Center                   | Los Angeles   | 14.158 / 14.158   | 2.804.583                  |
| Save Mart Center                 | Fresno        | 20.154 / 20.154   | 3.749.800                  |
| Glendale Arena                   | Phoenix       | 28.820 / 28.820   | 4.890.090                  |
| United Center                    | Chicago       | 52.000 / 52.000   | 9.271.790                  |
| Bell Centre                      | Montreal      | 34.940 / 34.940   | 5.670.150                  |
| Hartford Civic Center            | Hartford      | 21.558 / 21.558   | 6.451.235                  |
| Madison Square Garden            | New York      | 91.841 / 91.841   | 16.507.855                 |
| TD Banknorth Garden              | Boston        | 36.741 / 36.741   | 6.337.115                  |
| Wachovia Center                  | Philadelphia  | 29.749 / 29.749   | 4.639.775                  |
| Boardwalk Hall                   | Atlantic City | 12.322 / 12.322   | 3.246.100                  |
| American Airlines Arena          | Miami         | 30.410 / 30.410   | 5.568.485                  |
| Millennium Stadium               | Cardiff       | 55.795 / 55.795   | 7.788.845                  |
| Wembley Arena                    | London        | 86.061 / 86.061   | 22.090.582                 |
| Stadio Olimpico                  | Roma          | 63.054 / 63.054   | 5.268.886                  |
| LTU Arena                        | Dusseldorf    | 44.744 / 44.744   | 5.926.105                  |
| AWD Arena                        | Hannover      | 39.871 / 39.871   | 5.218.985                  |
| Horsens Forum Outdoor            | Horsens       | 85.232 / 85.232   | 11.435.199                 |
| Bercy                            | Paris         | 67.758 / 67.758   | 9.145.832                  |
| Amsterdam Arena                  | Amsterdam     | 102.330 / 102.330 | 11.783.254                 |
| Sazka Arena                      | Prague        | 37.666 / 38.342   | 5.861.668                  |
| Luzhniki Stadium                 | Moscow        | 37.939 / 37.939   | 5.548.998                  |
| Kyocera Dome Osaka               | Osaka         | 50.623 / 50.623   | 7.379.553                  |
| Tokyo Dome                       | Tokyo         | 71.231 / 71.231   | 11.463.877                 |
|                                  | Tổng cộng     | 1.210.294         | 194.754.447 USD            |

## Hình ảnh

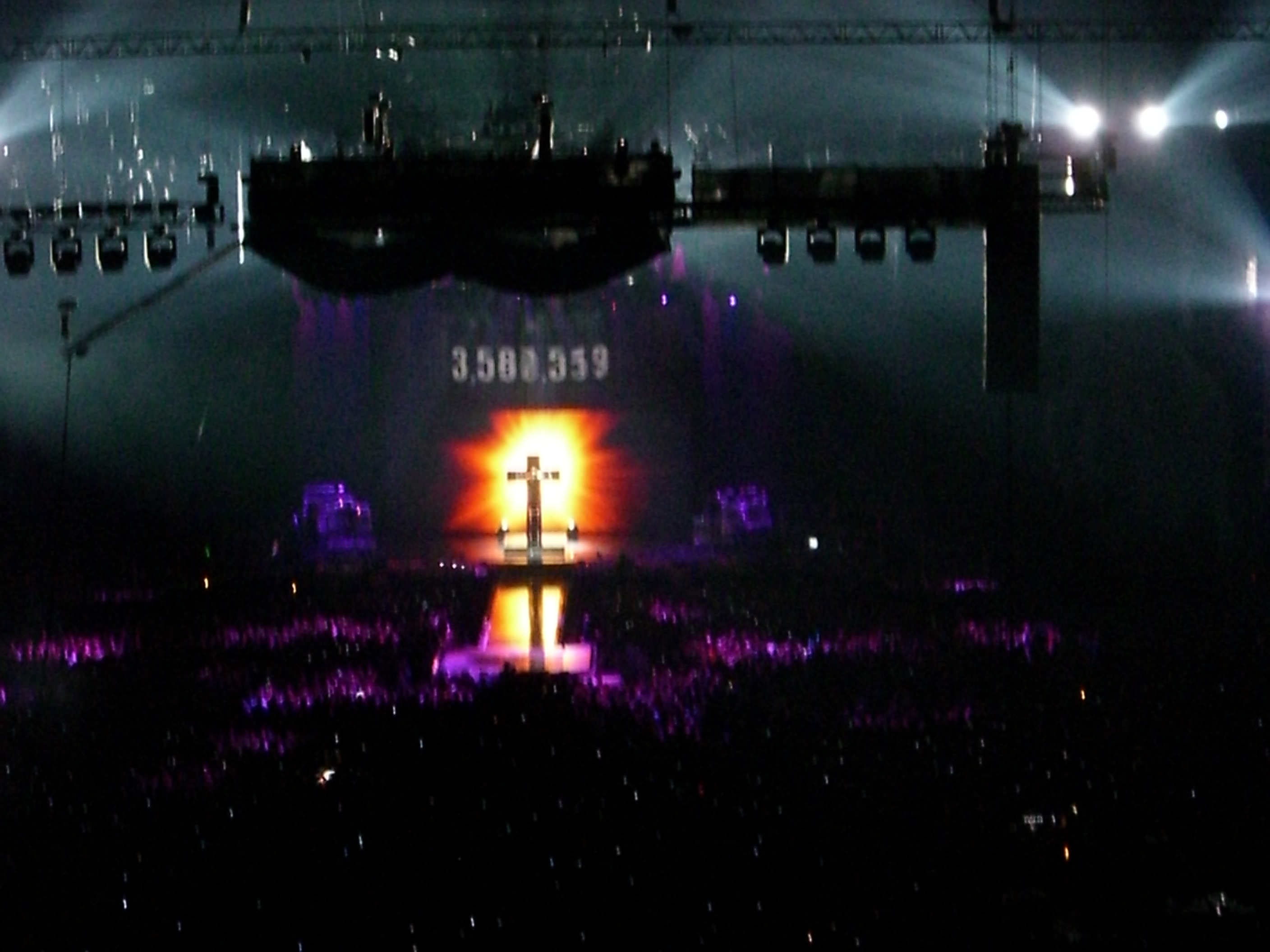
Madonna đang biểu diễn ca khúc "Live to Tell", một trong những màn trình diễn gây tranh cãi dư luận.
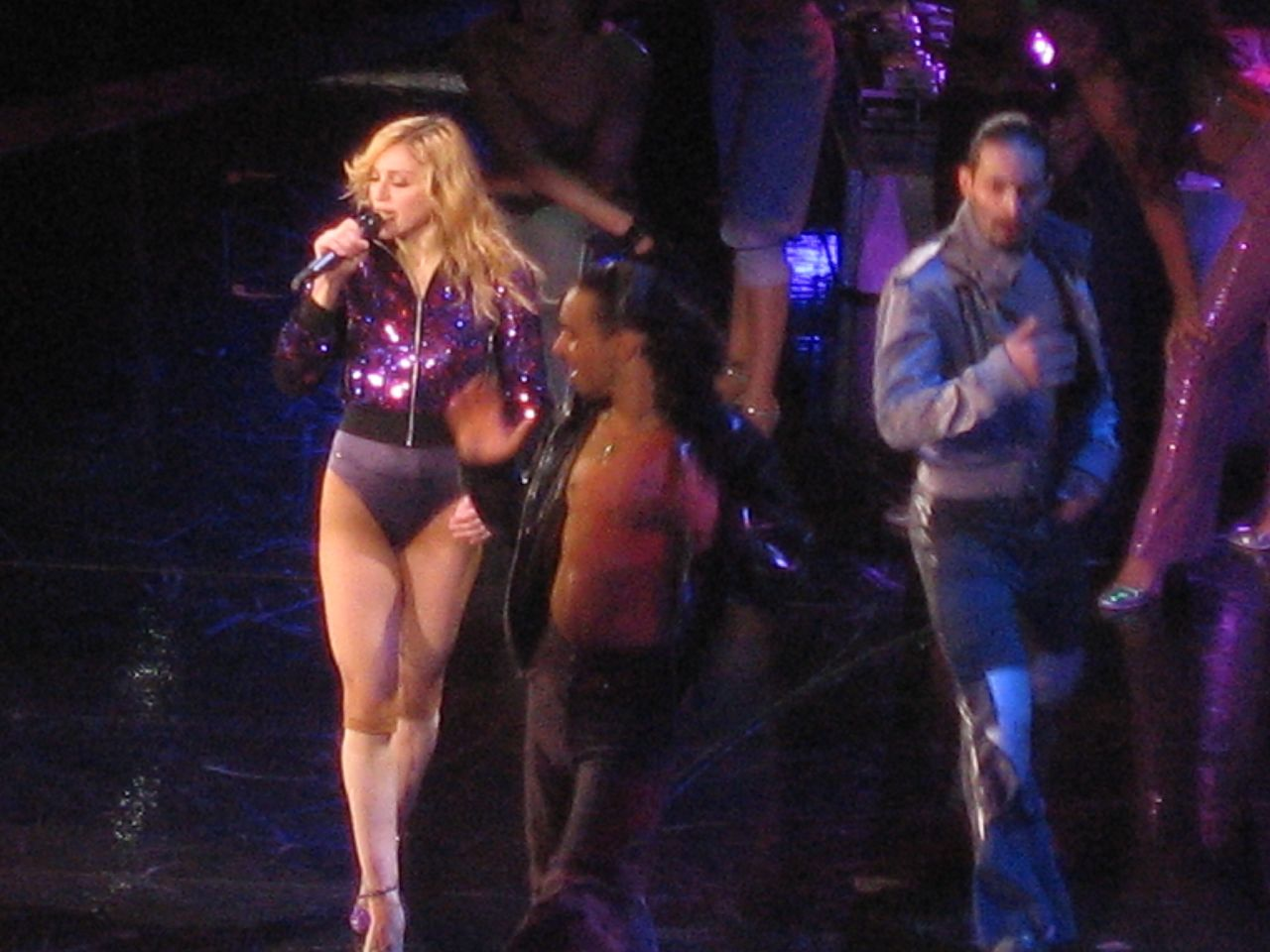
Madonna kết thúc chương trình bằng ca khúc "Hung Up" - Ca khúc đứng số 1 tại 47 quốc gia
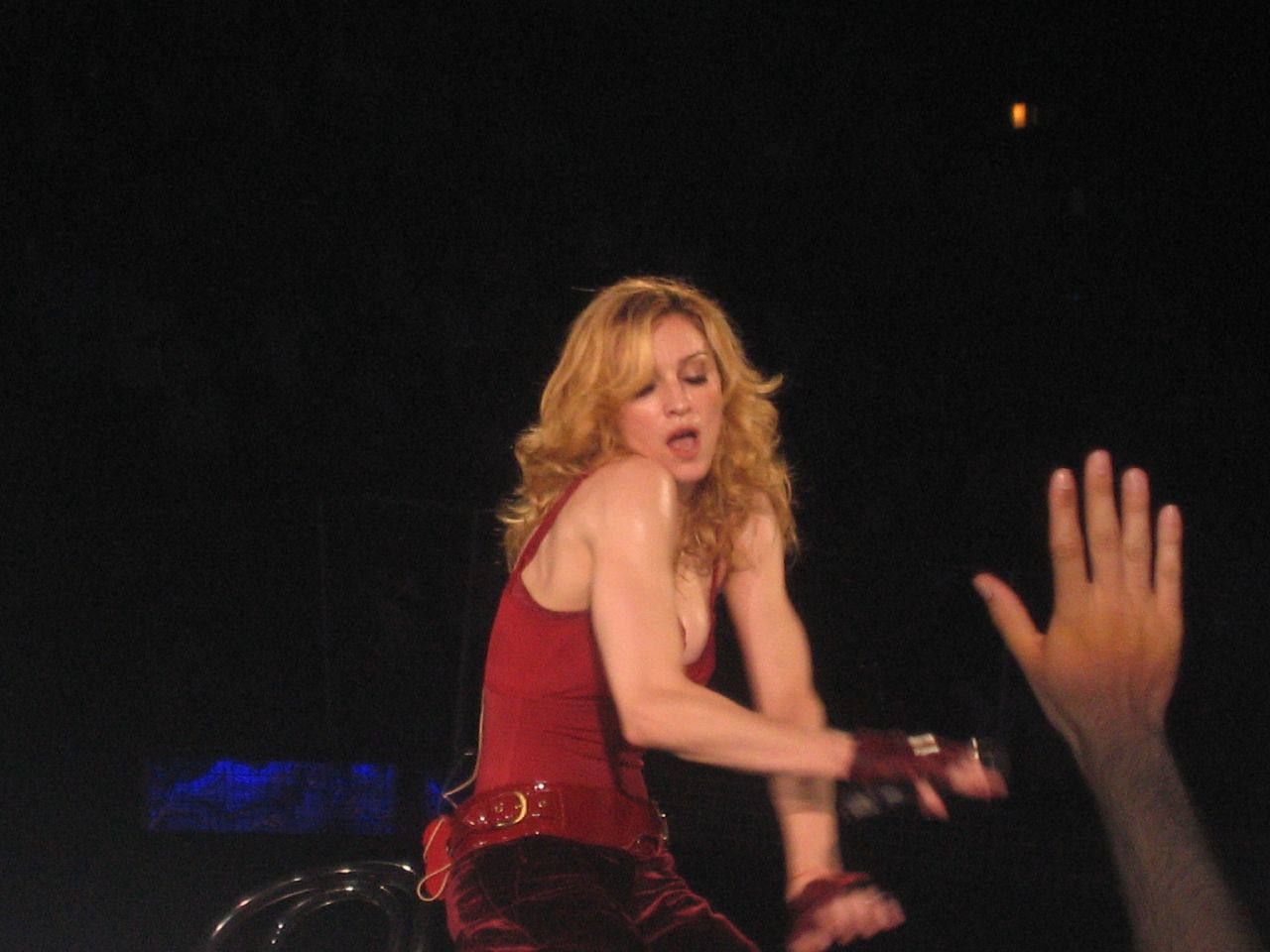
Madonna đang biểu diễn ca khúc "Like It or Not"
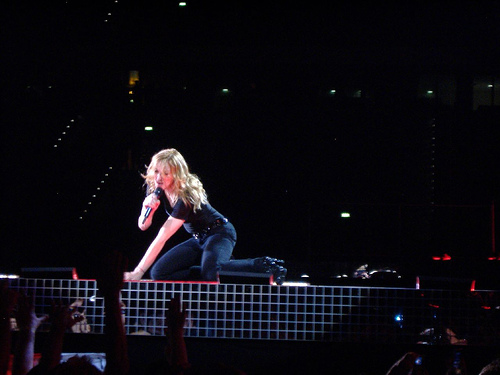
Madonna đang biểu diễn ca khúc "Drowned World", thay cho lời cảm ơn tới ê-kíp chương trình và người hâm mộ